# Březina (vojenský újezd Hradiště)
Březina (německy Pirk) je zaniklá vesnice ve vojenském újezdu Hradiště v okrese Karlovy Vary. Nacházela se v Doupovských horách asi pět kilometrů severovýchodně od Bochova v nadmořské výšce okolo 710 metrů.

## Název
Název vesnice označuje místo, na kterém byl vykácen březový les. V historických pramenech se objevuje ve tvarech: Pirg (1387), Pierk (1536), Pirk (1567), Pirkh (1570), Pürgkh (1654), Birk (1785), Pürk (1847) a Březina nebo Pirk (1854).

## Historie
První písemná zmínka o Březině je z roku 1387, kdy vesnicí vedla jedna z větví obchodní cesty z Chebu do Kadaně a král Václav IV. na ní povolil Borešovi z Rýzmburka vybírat clo. Roku 1466 v Březině sídlil Mathes z Pirku, který byl leníkem pánů z Plavna sídlících na Andělské Hoře. K hradnímu panství vesnice patřila až do roku 1622, kdy ji Heřman Černín z Chudenic převedl ke Stružné (tehdy Kysibl).
Během třicetileté války vesnici opakovaně drancovala procházející vojska obou válčících stran. Po válce se však nejspíše rychle vzpamatovala, protože berní rula z roku 1654 ve vsi uvádí dvanáct sedláků, šest chalupníků a tři domkáře. Dohromady jim patřilo 35 potahů a chovali 46 krav, 66 jalovic, devět ovcí, jedenáct prasat a patnáct koz. Obdělávali 235 strychů polí a osm strychů lesa. Na polích pěstovali žito a pšenici, ale důležitý byl také chov dobytka a obchod s obilím, které se odsud vyváželo do Německa.
Na malé návsi stávala od konce osmnáctého století kaple se čtvercovým půdorysem a zvonicí v drobné vížce s cibulovou střechou. Od roku 1820 ve vsi fungovala pobočka radošovské školy, ale vyučovalo se zde jen v zimě. Vlastní školu nechala obec postavit až v roce 1872 a začaly ji navštěvovat i děti z Hradiště. V roce 1872 škola vyhořela, ale brzy ji nahradila nová. V roce 1888 byl založen sbor dobrovolných hasičů.
V roce 1921 ve vsi vypukl požár, který zničil třináct domů a stodolu další usedlosti. V období první republiky ve vsi byly obchod se smíšeným zbožím, prodejna másla, tři hostince, mlýn se dvěka koly a řemeslo provozovali tři ševci, dva kováři a dva truhláři. K elektrické rozvodné síti byla vesnice připojena roku 1922.
Vesnice zanikla vysídlením v roce 1953 v důsledku zřízení vojenského újezdu. V místech, kde stávala, jsou patrné pozůstatky domů, mlýna, náhonu a stojí zde trafostanice.

## Přírodní poměry
Březina stávala v jihozápadním rohu katastrálního území Radošov u Hradiště v okrese Karlovy Vary, asi pět kilometrů severovýchodně od Bochova. Nacházela se se v nadmořské výšce okolo 710 metrů na jihozápadním úpatí vrchu Klobouk (789 metrů). Oblast leží na jižním okraji Doupovských hor, konkrétně v jejich okrsku Hradišťská hornatina. Půdní pokryv v okolí tvoří převážně kambizem eutotrofní, ale do oblasti jižně od pozůstatků vesnice od Těšetic zasahuje také kambizem dystrická. Okolo míst, kde vesnice stála, protéká Ratibořský potok.
V rámci Quittovy klasifikace podnebí Březina stála na rozhraní chladné oblasti CH7 (severně od vsi) a mírně teplé oblasti MT3 (jižně od vsi). Pro oblast MT3 jsou typické průměrné teploty −3 až −4 °C v lednu a 16–17 °C v červenci. Roční úhrn srážek dosahuje 600–750 milimetrů, počet letních dnů je 20–30, počet mrazových dnů se pohybuje od 130 do 160 a sněhová pokrývka zde leží 60–100 dnů v roce. V chladnější oblasti CH7 dosahují průměrné teploty v lednu −3 až −4 °C a 15–16 °C v červenci. Roční úhrn srážek se pohybuje mezi 850 a 1000 milimetry, sníh zde leží 100–120 dní v roce. Mrazových dnů bývá 140–160, zatímco letních dnů jen 10–30.

## Obyvatelstvo
Při sčítání lidu v roce 1921 zde žilo 317 obyvatel (z toho 153 mužů), kteří byli kromě jednoho cizince německé národnosti. S výjimkou jednoho evangelíka a osmi lidí bez vyznání se hlásili k římskokatolické církvi. Podle sčítání lidu z roku 1930 měla vesnice 311 obyvatel. Všichni byli německé národnosti a římskokatolického vyznání.
|           | 1869 | 1880 | 1890 | 1900 | 1910 | 1921 | 1930 | 1950 |
| --------- | ---- | ---- | ---- | ---- | ---- | ---- | ---- | ---- |
| Obyvatelé | 273  | 311  | 328  | 337  | 323  | 317  | 311  | 37   |
| Domy      | 48   | 56   | 57   | 57   | 56   | 56   | 54   | 40   |

## Obecní správa
Po zrušení patrimoniální správy se Březina roku 1850 stala obcí. Z počátku se nacházela v okrese Bochov, ale od roku 1869 patřila do okresu Žlutice. Obcí zůstala až do svého začlenění do vojenského újezdu.